# Six-techniek

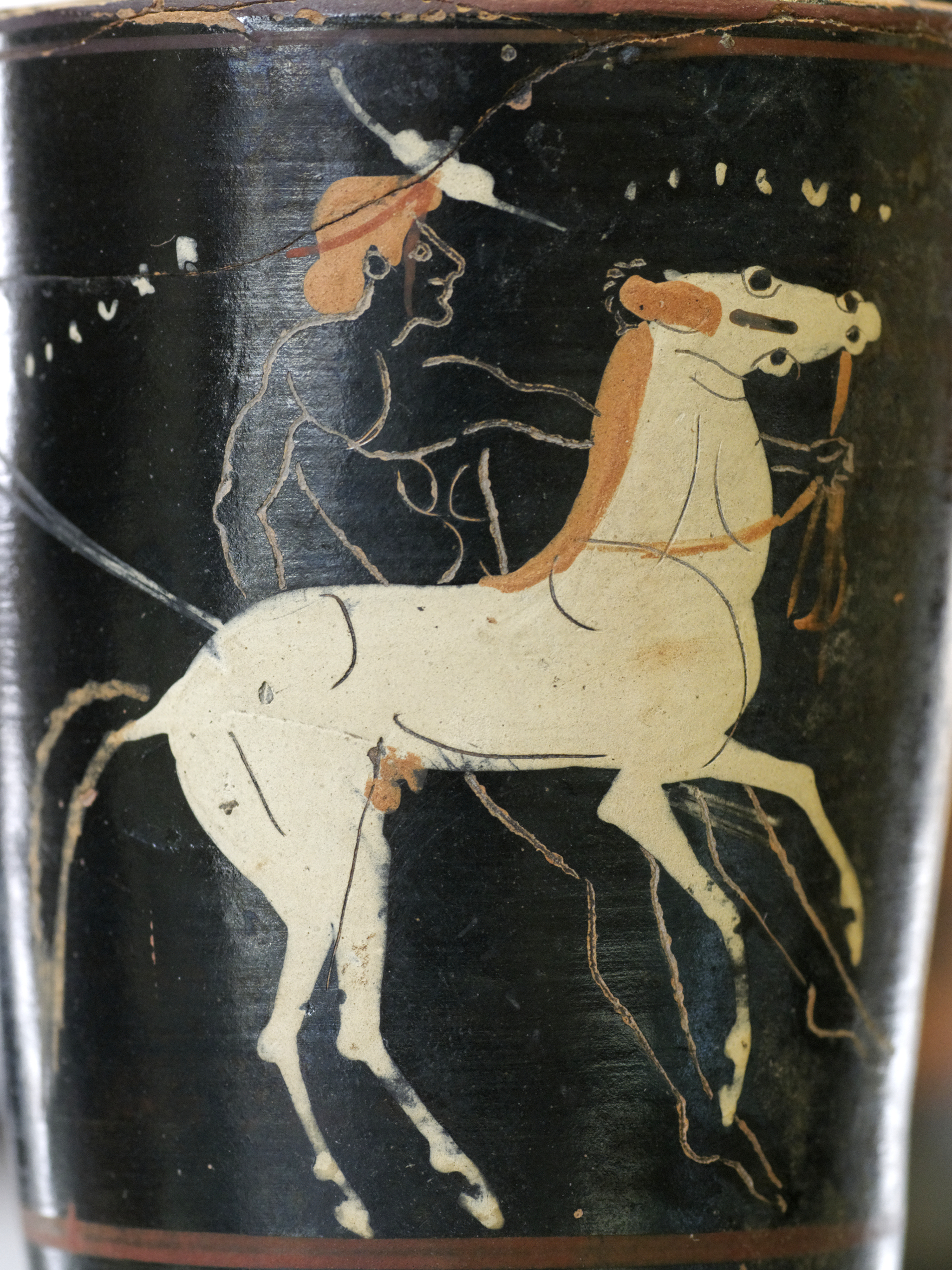
Lekythos in Six-techniek, Cabinet des Médailles, Parijs (De Ridder 493)

Six-techniek (six'-techniek) is de moderne naam voor een techniek die werd toegepast voor de beschildering in de zwartfigurige stijl van oud-Grieks aardewerk.

## De techniek
De techniek werd in 1888 voor het eerst beschreven door de Nederlandse archeoloog en kunsthistoricus Jan Six. Het was J. D. Beazley die de term "Six-technique" bedacht.
Rond 530 v.Chr. begon de techniek niet alleen voor detaillering, maar ook als decoratie voor de hele vaas te worden toegepast. Het effect is gelijkaardig als dat van roodfigurige stijl, de schilders Nikosthenes, Psiax en Diosphos waren de eerste gebruikers van de techniek, die in gebruik bleef tot het midden van de 5e eeuw en te zien is op een klein aantal oenochoë-vazen uit het atelier van Haimon.